# Ilja Sorokin
Ilja Igoriewicz Sorokin, ros. Илья Игоревич Сорокин (ur. 4 sierpnia 1995 w Mieżdurieczensku) – rosyjski hokeista, reprezentant Rosji, olimpijczyk.

## Kariera
- Mietałłurg Nowokuźnieck (2012-2014)
  -  Kuznieckie Miedwiedi Nowokuźnieck (2012–2014)
- CSKA Moskwa (2014-2020)
  -  Krasnaja Armija Moskwa (2014-2015)
  -  Zwiezda Czechow (2015/2016)
- New York Islanders (2020-)

Wychowanek klubu Wympieł Mieżdurieczensk w rodzinnym mieście. Przez kilka lat był zawodnikiem klubu Mietałłurg Nowokuźnieck. Grał w drużynie juniorskiej tego klubu w juniorskich rozgrywkach MHL oraz od sezonu KHL (2012/2013) był zawodnikiem seniorskiego zespołu w lidze KHL. Od grudnia 2014 zawodnik CSKA Moskwa. We wrześniu 2015 przedłużył kontrakt. W lipcu 2017 prolongował umowę z klubem o trzy lata. W lipcu 2020 został zawodnikiem New York Islanders, wiążąc się na czas do zakończenia wydłużonego z powodu pandemii COVID-19 sezonu NHL (2019/2020). Przedłużył wtedy kontrakt z tym klubem o rok.
W kadrze juniorskiej Rosji brał udział w turnieju mistrzostw świata do lat 20 edycji 2015. W seniorskiej kadrze uczestniczył w turniejach mistrzostw świata w 2016, 2017, 2018, 2019. W ramach ekipy olimpijskich sportowców z Rosji brał udział w turnieju zimowych igrzysk olimpijskich 2018.

## Sukcesy
Reprezentacyjne
- Srebrny medal mistrzostw świata juniorów do lat 20: 2015
- Brązowy medal mistrzostw świata: 2016, 2017, 2019
- Złoty medal zimowych igrzysk olimpijskich: 2018

Klubowe
- Puchar Kontynentu: 2015, 2016, 2017, 2019 z CSKA Moskwa
- Puchar Gagarina – mistrzostwo KHL: 2019 z CSKA Moskwa
- Złoty medal mistrzostw Rosji: 2019, 2020 z CSKA Moskwa

Indywidualne
- KHL (2015/2016):
  - Najlepszy bramkarz miesiąca – styczeń 2016[7], marzec 2016[8]
  - Najlepszy bramkarz – finały konferencji[9]
  - Pierwsze miejsce w klasyfikacji średniej goli straconych na mecz w sezonie zasadniczym: 1,06
  - Drugie miejsce w klasyfikacji skuteczności interwencji w sezonie zasadniczym: 95,3%
  - Drugie miejsce w klasyfikacji liczby meczów bez straty gola w sezonie zasadniczym: 10
  - Pierwsze miejsce w klasyfikacji średniej goli straconych na mecz w fazie play-off: 1,32
  - Trzecie miejsce w klasyfikacji skuteczności interwencji w fazie play-off: 94,5%
  - Czwarte miejsce w klasyfikacji meczów bez straty gola w fazie play-off: 2
  - Najlepszy Bramkarz Sezonu KHL[10]
  - Złoty Kask (przyznawany sześciu zawodnikom wybranym do składu gwiazd sezonu)
- KHL (2016/2017):
  - Trzecie miejsce w klasyfikacji średniej goli straconych na mecz w sezonie zasadniczym: 1,61
  - Najlepszy bramkarz – ćwierćfinały konferencji[11]
  - Trzecie miejsce w klasyfikacji meczów bez straty gola w fazie play-off: 1
- KHL (2017/2018):
  - Najlepszy bramkarz miesiąca – grudzień 2017[12], marzec 2018[13]
  - Trzecie miejsce w klasyfikacji średniej goli straconych na mecz w sezonie zasadniczym: 1,59
  - Drugie miejsce w klasyfikacji liczby meczów bez straty gola w sezonie zasadniczym: 8
  - Najlepszy bramkarz – ćwierćfinały konferencji[14]
  - Drugie miejsce w klasyfikacji średniej goli straconych na mecz w fazie play-off: 1,52
  - Pierwsze miejsce w klasyfikacji meczów bez straty gola w fazie play-off: 5
- KHL (2018/2019):
  - Najlepszy bramkarz miesiąca – listopad 2018[15], marzec 2019[16]
  - Trzecie miejsce w klasyfikacji skuteczności interwencji w sezonie zasadniczym: 94,0%
  - Trzecie miejsce w klasyfikacji średniej goli straconych na mecz w sezonie zasadniczym: 1,16
  - Pierwsze miejsce w klasyfikacji meczów bez straty gola w sezonie zasadniczym: 11
  - Najlepszy bramkarz etapu – finał o Puchar Gagarina[17]
  - Drugie miejsce w klasyfikacji skuteczności interwencji w fazie play-off: 94,7%
  - Pierwsze miejsce w klasyfikacji średniej goli straconych na mecz w fazie play-off: 1,19
  - Pierwsze miejsce w klasyfikacji meczów bez straty gola w fazie play-off: 5
  - Mistrz Play-off – Najbardziej Wartościowy Gracz (MVP) fazy play-off
- KHL (2019/2020):
  - Najlepszy bramkarz miesiąca – styczeń 2020[18]
  - Mecz Gwiazd KHL
  - Piąte miejsce w klasyfikacji skuteczności interwencji w sezonie zasadniczym: 93,5%
  - Trzecie miejsce w klasyfikacji średniej goli straconych na mecz w sezonie zasadniczym: 1,50
  - Pierwsze miejsce w klasyfikacji meczów bez straty gola w sezonie zasadniczym: 9

Wyróżnienia
- Zasłużony Mistrz Sportu Rosji w hokeju na lodzie (2018)[19]
- Medal pamiątkowy za 60 meczów bez straty gola w 313 spotkaniach KHL (2025)[20]

Odznaczenie
- Order Przyjaźni (27 lutego 2018)[21]